# 掠奪都市の黄金
『掠奪都市の黄金』（りゃくだつとしのおうごん、原題：Predator's Gold）はフィリップ・リーヴが2003年にHungry City Chronicles（移動都市シリーズ） の第2作として発表し、Scholastic Limited, London より刊行されたSF小説である。
Hungry City Chronicles は4作からなり、第1作『移動都市』（"Mortal Engines" 2001年）、第2作 『掠奪都市の黄金』（"Predator's Gold" 2003年）、第3作 『氷上都市の秘宝』（"Infernal Devices" 2005年）、第4作 『廃墟都市の復活』（"A Darkling Plain" 2006年）が刊行されている。 
日本では東京創元社（創元SF文庫）より 『掠奪都市の黄金』（日本語訳：安野玲）（ISBN 9784488723026）として2007年12月に出版された。なおScholastic Limited, London 版のカバー画にはデイヴィッド・フランクランド（David Frankland）のイラスト、東京創元社版には後藤啓介のイラストがそれぞれ使用されている。

## 登場人物
トマス・ナッツワーシー（トム）元ロンドンの史学ギルド見習い。ロンドン壊滅後、飛行船 『ジェニー・ハニヴァー』号のパイロットとなった。
ヘスター・ショウ顔に傷跡のある少女。『ジェニー・ハニヴァー』号 のパイロット。トムの恋人。
ニムロッド・B・ペニーロイヤル探検家、作家、史学家。水上リゾート都市ブライトン出身。
フレイア・ラスムッセン移動交易都市アンカレジの辺境伯。
スミューフレイアの侍従。
セーレン・スカビオウスアンカレジの大機関師。操舵委員を兼ねる。
ウィンドリーン・パイアンカレジの操舵委員。
アーキュークアンカレジの港務局員。
サスヤ反移動都市同盟内の過激な組織 『グリーン・ストーム』 の司令官。
ドクター・ポップジョイ元 ロンドンの工学士。
アナ・ファン反移動都市同盟の指導者の一人。故人。飛行船 『ジェニー・ハニヴァー』 号の前船長。
サディアス・ヴァレンタインロンドンの史学ギルド長。冒険家。故人。
ウィッジェリ・ブリンコウ巨大移動都市アルハンゲリスク住人。オールドテク専門骨董商兼情報屋。
ピョートル・マーズガルドアルハンゲリスク総統の息子。武装強襲組織の頭領。
コール盗賊集団 『ロスト・ボーイ』 のメンバー。
スキューア盗賊集団 『ロスト・ボーイ』 のメンバー。
ガーグル盗賊集団 『ロスト・ボーイ』 のメンバー。
アンクル盗賊集団 『ロスト・ボーイ』 のリーダー。水没した水上掠奪都市グリムズビーを独自の技術で復活させた。
ラス盗賊集団 『ロスト・ボーイ』 の古株メンバー。“アンクルの右手”。

## あらすじ（冒頭部）
『メドゥーサ』の暴走により移動都市ロンドンが壊滅してから2年。トムとヘスターは 思い出深い『ジェニー・ハニヴァー』号で気ままな飛行船乗りとしての暮らしを送っていた。そんなある日、彼らは空中都市エアヘイヴンで、探検家を名乗るペニーロイヤル教授という人物から『ジェニー』のチャーターを申し出られた。ペニーロイヤルは探検を終え、故郷であるブライトンに帰る途中なのだと言う。人は乗せない。にべもなく突っぱねるヘスター。しかし改変史家でもあるペニーロイヤルの言葉に魅せられたトムの判断で、『ジェニー』は一路ブライトンへと飛び立った。
その直後、エアヘイヴンに到着した飛行船から一人のでっぷりした人物が降り立った。名はブリンコウ。巨大移動都市アルハンゲリスクで、オールドテク専門骨董商と店の2階の賃貸し、そして情報屋を営むことで生計を立てている老人だ。彼は気球を降りるや港湾局本部に赴き、写真を取り出して尋ねた。この男に見覚えは？写真はペニーロイヤルのものだった。一足遅かったですね。この人は『ジェニー・ハニヴァー』号で飛び立ちましたよ。行き先は中央海です。港湾局長の答えはブリンコウにとっては実に無情なものだった。なんとしたことか。あの男はわしがアルハンゲリスクで賃貸ししている部屋に6週間滞在して家賃を踏み倒して行きよったんです。落胆と怒りを港湾局長にぶつける老骨董商。しかしそのとき、彼の頭に何かが引っかかった。いまこの男はなんと言った？『ジェニー・ハニヴァー』だって？あわてて港湾局長に問いただすブリンコウ。そいつは何かの間違いでしょう？あれは『ロンドン』と一緒に吹っ飛んだのでは？しかし返ってきた答えは意外なものだった。いいえ。彼らはこの2年よその空にいて、ヌエボ・マヤのジッグラト都市と交易していたそうです。―こいつは素晴らしい。あのアナ・ファンのおんぼろ飛行船が生きていたなんて。もうペニーロイヤルなんぞどうでもいい。比べ物にならないくらいの大儲けができそうだ。彼は埠頭に走り出し、自らの飛行船『テンポラリー・ブリップ』号の送信機を引っつかむや、極秘周波数を使って通信を開始し始めた…。